# Swades : Nous, le peuple
Pour plus de détails, voir Fiche technique et Distribution.
Swades : Nous, le peuple (स्वदेस) est un film dramatique indien, réalisé par Ashutosh Gowariker, sorti en 2004,,.
L'histoire du film montre le véritable visage de l'Inde et une main-d’œuvre colossale capable de créer les plus grandes richesses du peuple,,. La musique du film est composée par A.R. Rahman et les paroles furent écrites par Javed Akhtar.

## Synopsis
Mohan Bhargav (Shahrukh Khan) est un ingénieur indien installé aux États-Unis qui travaille sur un projet de satellite météo d'observation et prévision des précipitations. Ses parents sont morts mais il lui reste au pays sa nourrice, Kaveriamma, qui l'a élevé et dont le souvenir le hante. Il décide de la retrouver pour qu'elle passe ses derniers jours auprès de lui. Il demande donc un congé au centre Goddard qui l'emploie pour la retrouver.
Arrivé à New Delhi, il rend visite à un ami, propriétaire d'une librairie et qui l'accompagne dans sa recherche. Il apprend que sa nourrice n'est plus dans la maison de retraite où il pensait la trouver mais qu'elle est partie s'installer dans un village. Tandis que son ami va se procurer un camping-car grâce auquel il pourra jouir du confort auquel il est maintenant habitué, il garde la librairie et fait la connaissance d'une jeune fille qui achète des manuels scolaires et qui lui indique la route du village où est installée Kaveriamma.
En route, il réalise que l'itinéraire indiqué est erroné, à dessein, mais il finit par atteindre le village et découvre que sa nourrice est installée chez la jeune fille, Gita, qui s'avère être une amie d'enfance et qui est à la tête de l'école du village. Il propose à Kaveriamma de venir avec lui et elle lui demande le temps de la réflexion. Au cours de cette période de deux semaines, il va redécouvrir le fonctionnement du panchâyat, le conseil du village, tomber amoureux de Gita, réaliser les problèmes de l'Inde moderne, notamment ceux entraînés par le système des castes et prendre conscience, au travers de la construction d'un système autonome de fourniture d'électricité pour le village, que la fuite des cerveaux, l'expatriation des Non-Resident-Indian est une perte grave tant pour leur pays qui ne progresse pas autant qu'il le pourrait que pour ces NRI auquel le déracinement ôte toute identité.
Après être retourné aux États-Unis pour terminer son travail sur le projet dans lequel il était impliqué, il revient s'installer au village en Inde.

## Fiche technique
Sauf indication contraire, les informations mentionnées dans cette section peuvent être confirmées par la base de données cinématographiques IMDb,  présente dans la section « Liens externes ».
- Titre français : Swades : Nous, le peuple
- Titre original : स्वदेस
- Réalisation : Ashutosh Gowariker
- Scénario : Ashutosh Gowariker
- Décors : Nitin Chandrakant Desai
- Costumes : Bhanu Athaiya
- Son : Stephen Gomes
- Photographie : Mahesh Aney
- Montage : Ballu Saluja
- Musique : A.R. Rahman
- Paroles : Javed Akhtar
- Production : Ashutosh Gowariker
- Sociétés de production : Ashutosh Gowariker Productions Pvt. Ltd., Dillywood, UTV Motion Pictures
- Sociétés de distribution : Bodega Films (France), UTV Motion Pictures
- Pays d'origine :  Inde
- Langues : Hindi, anglais
- Format : Couleurs (Eastmancolor) - 2,35:1 - Stéréo - 35 mm
- Genre : Drame
- Durée : 210 minutes (3 h 30) (Inde), 189 minutes (3 h 09) (États-Unis), 195 minutes (3 h 15) (en Blu-Ray)
- Dates de sorties en salles :

 Inde : 17 décembre 2004
 France : 29 juin 2005
 Allemagne : 5 décembre 2005 (sortie en DVD)
 États-Unis : 17 décembre 2004 (sortie limitée)
 Italie : 7 août 2010
 Maroc : 3 décembre 2006 (Festival international du film de Marrakech)

## Distribution
- Shahrukh Khan (VF : Patrick Béthune) : Mohan Bhargav
- Gayatri Joshi (VF : Véronique Desmadryl) : Gita
- Raja Awasthi (VF : Philippe Dumond) : Panch Gungadin
- Vishwa S. Badola (VF : Philippe Ariotti) : Panch Munishwar
- Kishori Balal (VF : Véronique Alycia) : Kaveri amma
- Rajesh Balwani (VF : Éric Chevallier) : Rahul
- Makrand Deshpande : Fakir
- Vishnudatt Gaur (VF : Jean-Claude de Goros) : Vishnudutt
- Farrukh Jaffar (VF : Catherine Artigala) : Fatimabi
- Bachan Pachehra (VF : Philippe Ariotti) : Haridas
- Daya Shankar Pandey (VF : Jacques Bouanich) : Mela Ram
- Rich Petrelli (VF : Olivier Marina) : Command and Control Center Operator
- Peter Rawley (VF : Patrice Keller) : John Stockton
- Smit Sheth (VF : Karl-Line Heller) : Chikku
- Lekh Tandon : Dadaji
- Bhim Vakani : Panch Narayan
- Rajesh Vivek (VF : Christophe Peyroux) : Nivaran
- Rahul Vohra (VF : Olivier Marina) : Vinod

## Autour du film

### Critiques
Le film a été présenté pour la première fois le 17 décembre 2004.
En regard du box-office, Swades : Nous, le peuple a reçu des critiques assez positives. Le film est évalué à 3,4/5 pour 17 critiques de presse sur le site d'Allociné.
Le critique de Libération, Samuel Douhaire a écrit :

« Pourtant, avec Swades, c'est comme si le néoréalisme s'invitait dans l'univers enchanté de Bollywood. Cette combinaison harmonieuse de divertissement et de message social est l'œuvre d'un pur produit de Bollywood. »

— Samuel Douhaire, Libération, 29 juin 2005.

### Commentaires
Après le succès aussi improbable qu'international de Lagaan en 2001, Gowariker est repassé derrière la caméra pour livrer une œuvre surprenante : un film de 3 h 30, la durée standard en Inde, avec la star de Bollywood, Shahrukh Khan, et une actrice, Gayatri Joshi, dont c'est le premier film, qui alignent des morceaux chantés et dansés, sur la musique de A.R. Rahman, dans un environnement de cartes postales, dans la pure tradition du genre.
Mais Gowariker s'attelle cette fois, après la thématique colonialiste de Lagaan, à inclure en profondeur des sujets sociaux, avec un traitement simple mais sans être simpliste, qui n'est pas sans rappeler des thèmes de John Ford. Le film est aussi bien un appel aux cerveaux expatriés à se mettre au service du pays qu'une discrète dénonciation du système des castes. Il télescope les environnements, avec des séquences tournées au sein de la NASA (Goddard Space Flight Center et Cap Canaveral) et un hommage au cinéma de campagne en plein air.

## Musique

### Bande originale
Albums de A.R. Rahman
Dil Ne Jise Apna Kahaa
(2004) Kisna: The Warrior Poet
(2004)
La bande originale du film est composée par A.R. Rahman, à sa deuxième collaboration avec le réalisateur Ashutosh Gowariker. Elle contient 9 chansons. Les paroles furent écrites par Javed Akhtar. La plupart de ses chansons furent chantées par le célèbre chanteur Udit Narayan, accompagné par d'autres interprètes dont Kailash Kher, Master Vignesh et Alka Yagnik, qui apparaissent dans la bande originale.
Version hindi
| 1.    | Yeh Taara Woh Taara   | Udit Narayan, Master Vignesh, Baby Pooja | 7:13 |
| 2.    | Saanwariya Saanwariya | Alka Yagnik                              | 5:17 |
| 3.    | Yun Hi Chala Chala    | Udit Narayan, Kailash Kher, Hariharan    | 7:28 |
| 4.    | Aahista Aahista       | Udit Narayan, Sadhana Sargam             | 6:49 |
| 5.    | Yeh Jo Des Hai Tera   | A. R. Rahman                             | 6:28 |
| 6.    | Pal Pal Hai Bhaari    | Madhushree, Vijay Prakash                | 6:50 |
| 7.    | O Paalanhaare         | Alka Yagnik, Udit Narayan                | 5:46 |
| 8.    | Pal Pal Hau Bhaari    | Naveen (en flute)                        | 3:38 |
| 9.    | Yeh Jo Des Hai Tera   | Madhukar T. Dhumal (en shehnai)          | 4:00 |
| 41:53 |                       |                                          |      |

Version tamoul
| No | Titre                 | Interprètes                                       | Durée |
| -- | --------------------- | ------------------------------------------------- | ----- |
| 1. | Thirukona Moolam      | S.P. Balasubrahmanyam, Master Vignesh, Baby Pooja | 7:13  |
| 2. | Kaaviriya Kaaviriya   | Madhushree, Alka Yagnik                           | 5:17  |
| 3. | Unnai Kelai           | T. L. Maharajan, Hariharan                        | 7:28  |
| 4. | Kettenaa Naan         | Mohammed Aslam, Sadhana Sargam                    | 6:49  |
| 5. | Unthan Desathin Kural | A. R. Rahman                                      | 6:28  |
| 6. | Mazhai Mega Vanna     | Chithra, Srinivas                                 | 6:50  |
| 7. | Thai Sonna            | K.J. Yesudas, Madhushree                          | 5:46  |
| 8. | Unthan Desathin Kural | Shehnai, Madhukar T. Dhumal                       | 3:38  |

## Distinctions
| Année | Distinction                        | Catégorie                          | Nom                                                                                                 | Résultat   |
| ----- | ---------------------------------- | ---------------------------------- | --------------------------------------------------------------------------------------------------- | ---------- |
| 2005  | Filmfare Awards                    | Meilleur acteur                    | Shahrukh Khan                                                                                       | Lauréat    |
| 2005  | Filmfare Awards                    | Meilleure musique d'accompagnement | A.R. Rahman                                                                                         | Lauréat    |
| 2005  | Filmfare Awards                    | Meilleur film                      | Swades : Nous, le peuple                                                                            | Nomination |
| 2005  | Filmfare Awards                    | Meilleur réalisateur               | Ashutosh Gowariker                                                                                  | Nomination |
| 2005  | Filmfare Awards                    | Meilleure direction musicale       | A.R. Rahman                                                                                         | Nomination |
| 2005  | Filmfare Awards                    | Meilleur parolier                  | Javed Akhtar (pour Yeh Taara Woh Taara)                                                             | Nomination |
| 2005  | Filmfare Awards                    | Meilleur chanteur de play-back     | Udit Narayan, Master Vignesh (pour Yeh Taara Woh Taara)                                             | Nomination |
| 2005  | Filmfare Awards                    | Meilleure chanteuse de play-back   | Alka Yagnik (pour Saanwariya)                                                                       | Nomination |
| 2005  | IIFA Awards                        | Meilleur parolier                  | Javed Akhtar (pour Pal Pal Hai Bhari)                                                               | Lauréat    |
| 2005  | IIFA Awards                        | Meilleur film                      | Ashutosh Gowariker, Ronnie Screwvala, Ashutosh Gowariker Productions Pvt. Ltd., UTV Motion Pictures | Nomination |
| 2005  | IIFA Awards                        | Meilleur réalisateur               | Ashutosh Gowariker                                                                                  | Nomination |
| 2005  | IIFA Awards                        | Meilleur acteur                    | Shahrukh Khan                                                                                       | Nomination |
| 2005  | IIFA Awards                        | Meilleure actrice                  | Kishori Balal                                                                                       | Nomination |
| 2005  | IIFA Awards                        | Meilleur chanteur de play-back     | Asha Bhosle (pour Radha Kaisa Na Jale)                                                              | Nomination |
| 2005  | IIFA Awards                        | Meilleure histoire                 | Ashutosh Gowariker, M.G. Sathya                                                                     | Nomination |
| 2005  | National Film Awards               | Meilleur chanteur de play-back     | Udit Narayan (pour Yeh Taara Woh Taara)                                                             | Lauréat    |
| 2005  | National Film Awards               | Meilleure photographie             | Mahesh Aney                                                                                         | Lauréat    |
| 2005  | Screen Awards                      | Prix du Jury                       | Ashutosh Gowariker                                                                                  | Lauréat    |
| 2005  | Screen Awards                      | Meilleur espoir féminin            | Gayatri Joshi                                                                                       | Lauréat    |
| 2005  | Screen Awards                      | Meilleur film                      | Swades : Nous, le peuple                                                                            | Nomination |
| 2005  | Screen Awards                      | Meilleur réalisateur               | Ashutosh Gowariker                                                                                  | Nomination |
| 2005  | Screen Awards                      | Meilleure histoire                 | Ashutosh Gowariker                                                                                  | Nomination |
| 2005  | Zee Cine Awards                    | Meilleur réalisateur               | Ashutosh Gowariker                                                                                  | Lauréat    |
| 2005  | Zee Cine Awards                    | Meilleur espoir féminin            | Gayatri Joshi                                                                                       | Lauréat    |
| 2005  | Zee Cine Awards                    | Meilleur parolier                  | Javed Akhtar (pour Pal Pal Hai Bhari)                                                               | Lauréat    |
| 2005  | Zee Cine Awards                    | Meilleure histoire                 | Ashutosh Gowariker, M.G. Sathya                                                                     | Lauréat    |
| 2005  | Zee Cine Awards                    | Meilleur son                       | Hitendra Ghosh                                                                                      | Lauréat    |
| 2005  | Zee Cine Awards                    | Meilleur film                      | Swades : Nous, le peuple                                                                            | Nomination |
| 2005  | Zee Cine Awards                    | Meilleur acteur                    | Shahrukh Khan                                                                                       | Nomination |
| 2005  | Zee Cine Awards                    | Meilleur réalisateur               | Ashutosh Gowariker                                                                                  | Nomination |
| 2005  | Zee Cine Awards                    | Meilleur chanteur de play-back     | A.R. Rahman (pour Yeh Jo Des Hai Tera).                                                             | Nomination |
| 2005  | Zee Cine Awards                    | Meilleur scénario                  | Ashutosh Gowariker, Amin Hajee, Lalit Marathe, Yashodeep Nigudkar, Sameer Sharma                    | Nomination |
| 2006  | Apsara Film Producers Guild Awards | Meilleur acteur                    | Shahrukh Khan                                                                                       | Nomination |